# Copa Arizona de Futebol Amador de 1978
A Copa Arizona de Futebol Amador de 1978 foi a 5ª edição do Copa Arizona de Futebol Amador.